# Henri II de Hesse
Pour les articles homonymes, voir Henri II.
Henri II (né avant 1302 et mort le 3 juin 1376), surnommé « de Fer » (der Eiserne) est landgrave de Hesse de 1328 à sa mort.

## Biographie
Fils du landgrave Othon Ier de Hesse et de son épouse Adélaïde de Ravensburg, il succède à son père à sa mort, le 17 janvier 1328. Son seul fils Othon meurt avant lui, c'est donc son neveu Hermann qui lui succède.
Clément VI ne prit alors plus aucune précaution avec Henri : après l'avoir excommunié publiquement en 1345, il le déposa le 7 avril de l'année suivante, et nomma à sa place Gerlier de Nassau (1322-1371). Henri ne tint aucun compte de sa déposition, et continua pendant environ huit ans de se porter pour archevêque de Mayence, et d'en faire les fonctions .[pas clair]

## Mariage et descendance
En 1321, Henri II épouse Élisabeth de Thuringe, fille de Frédéric de Misnie. Ils ont cinq enfants :
- Othon (avant 1322 – 1366) ;
- Judith ;
- Adélaïde (1324-1371), épouse en 1341 Casimir III de Pologne ;
- Élisabeth (morte en 1390), épouse en 1341 Ernest de Brunswick-Göttingen ;
- Marguerite (morte en 1353), nonne à Haydau.